# البطريرك فولوديمير الأول
البطريرك فولوديمير الأول (بالأوكرانية: Патріарх Київський Володимир) الذي لقبه الرسمي قداسة بطريرك كييف وسائر أوكرانيا وروسيا، وُلد في 9 ديسمبر سنة 1925 باسم فاسيل رومانيوك (ببالأوكرانيةВасиль Романюк) وتوفي في 25 يوليو سنة 1995. هو شخصية أوكرانية دينية. كان بطريركا لكييف وسائر أوكرانيا وروسيا (بطركية كييف) بين 1993 و1995 وكان يشارك في النضال التحرري للشعب الأوكراني.

## سيرته الذاتية
وُلد في 9 ديسمبر سنة 1925 في قرية خيمتشين وبات متورطا في النضال التحرري للشعب الأوكراني. وحُكم عليه لأول مرة في ال19 من عمره بسبب عضويته في منظمة القوميين الأوكرانيين. واعتُقل من قبل قوات الأمن السوفياتية سنة 1944 وحُكم عليه ل10 سنوات في معتقلات للسجناء.
اختتم دراساته في دورات لاهتوتية عليا بمدينة إيفانو فرانكيفسك سنة 1959م ثم تحرج من معهد ديني في موسكو. وكان قسيسا في أربشيات بمدينتي إيفانو فرانكيفسك وكولوميا بين 1964م و1972م. وحُكم عليه لثلاث سنوات في السجن بتهمة الدعاية المعادية للسلطة السوفياتية سنة 1972.
فاسيل رومانيوك تخلى عن الجنسية السوفياتية سنة 1976م وأعلن في المنفى انضمامه إلى الكنيسة المستقلة المسيحية الأوكرانية. وبات عضوا في مجموعة هلسنكي وهي منظمة غير حكومية ذات نفوذ لمراقبة حقوق الإنسان، سنة 1979م. بعد عودته إلى أوكرانيا سنة 1990م، رُسم فاسيل رومانيوك راهبا أرشتمندريتا باسم فولوديمير وعُين أسقفا لأوجهورود وفينوهراديف. وعُيّن فاسيل رومانيوك رئيسا لقسم التبشير في بطركية الكنيسة المستقلة المسيحية الأوكرانية سنة 1991م. وبعد وفاة البطريرك مستيسلاف رُسم فاسيل رومانيوك بطريركا للكنيسة المستقلة المسيحية الأوكرانية سنة 1993م.

## وفاته
البطريرك فولوديمير توفي سنة 1995 ودُفن أمام بوابة كاتدرائية القديسة صوفيا في كييف.